# جون سبنسر (لاعب كرة قدم اسكتلندي)
جون سبنسر (بالإنجليزية: John Spencer)‏ (11 سبتمبر 1970 غلاسكو المملكة المتحدة - ) هو لاعب كرة قدم بريطاني يلعب كمهاجم، شارك في بطولة أمم أوروبا لكرة القدم 1996.

## مسيرته الكروية
لعب جون سبنسر خلال مسيرته الاحترافية مع 7 أندية في واحد وعشرون موسمًا وسجل خلالها 118 هدف ضمن 336 مباراة. حيث فاز في موسمين بالكأس وفي أربعة مواسم بالدوري.
خاض جون سبنسر مسيرته مع نادي غرينوك مورتون في موسم 1988–89 لمدة موسم واحد، مشاركًا في 4 مباريات سجل خلالها هدفًا واحدًا. ثم انتقل إلى نادي رينجرز في موسم 1989–90 واستمر معه طيلة ثلاثة مواسم، حيث شارك في 13 مباراة سجل خلالها هدفين. لينتقل بعدها إلى نادي تشيلسي في موسم 1992–93 ليلعب معه خمسة مواسم، مشاركًا في 103 مباراة سجل خلالها 36 هدفًا. ثم انتقل إلى نادي كوينز بارك رينجرز في موسم 1996–97 ولمدة موسمين، مشاركًا في 48 مباراة سجل خلالها 22 هدفًا. هذا وانتقل لاحقًا إلى نادي إيفرتون في موسم 1997–98 ولمدة موسمين، مشاركًا في 9 مباريات ولم يسجل أي هدف. ثم انتقل بعدها إلى نادي ماذرويل في موسم 1998–99 واستمر معه طيلة ثلاثة مواسم، مشاركًا في 71 مباراة سجل خلالها 20 هدف. ليعود وينتقل من جديد، لكن هذه المرة إلى نادي كولورادو رابيدز في موسم 2001 ليلعب معه أربعة مواسم، مشاركًا في 88 مباراة سجل خلالها 37 هدفًا.

## وصلات خارجية
جون سبنسر على موقع الاتحاد الدولي (مؤرشف)  (الإنجليزية)
- جون سبنسر على موقع الدوري الأمريكي (الإنجليزية)
- جون سبنسر على موقع قاعدة بيانات كرة القدم.إي يو (الإنجليزية)
- جون سبنسر على موقع ناشيونال فوتبول تيمز (الإنجليزية)
- جون سبنسر على موقع Soccerbase.com (لاعب) (الإنجليزية)
- جون سبنسر على موقع عالم كرة القدم.نت (الإنجليزية)